# Purple Sun
Purple Sun – album muzyczny nagrany przez Quintet Tomasza Stańki, zaliczany do jazzowej awangardy.
Jest to trzecia i ostatnia płyta pierwszego Kwintetu Tomasza Stańki (dotychczasowego basistę Bronisława Suchanka zastąpił już Hans Hartmann). Nagrana „na żywo”, 9 marca 1973 w Musikhochschule w Monachium. Winylowy LP wydany został przez niemiecką wytwórnię Calig Records w 1973.

## Lista utworów
Strona A
| 1. | „Boratka – Flute’s Ballad” (Tomasz Stańko) | 14:10 |
|    |                                            |       |
| 2. | „My Night, My Day” (Zbigniew Seifert)      | 6:25  |
|    |                                            |       |
|    |                                            | 20:35 |
|    |                                            |       |
Strona B
| 1. | „Flair” (Tomasz Stańko)      | 15:08 |
|    |                              |       |
| 2. | „Purple Sun” (Tomasz Stańko) | 6:25  |
|    |                              |       |
|    |                              | 21:33 |
|    |                              |       |

## Muzycy
- Hans Hartmann – kontrabas
- Janusz Muniak – saksofon sopranowy, saksofon tenorowy, flet, instrumenty perkusyjne
- Zbigniew Seifert – skrzypce, saksofon altowy
- Tomasz Stańko – trąbka
- Janusz Stefański – perkusja, instrumenty perkusyjne

## Informacje uzupełniające
- Inżynier nagrań – Ulrich Kraus
- Projekt okładki (niem.) – Pia Burri
- Projekt okładki (reed. polska) – Witold Popiel
- Zdjęcia – Andrzej Tyszko
- Tekst na okładce – Milo Kurtis
- Remasteryzacja – Piotr Safjan (Recording Studio, Kraków)

## Edycje
- 1973 LP Calig CAL 30 610 (Niemcy)
- 1999 CD Selles Records SELL 0078 (remasteryzowany, podane wewnątrz czasy trwania utworów: 1) 14:06, 2) 5:29, 3) 13:23, 4) 6:04 )
- 2006 CD Milo Records MR 003 (remasteryzowany)